# Marco Fiorentini
Marco Fiorentini (* 20. September 1981) ist ein ehemaliger italienischer Skilangläufer.
Bei internationalen Wettkämpfen war er zwischen 2000 und 2011 am Start. In der Saison 2007/08 nahm er auch an zwei Rennen des Skilanglauf-Weltcups teil. Sein bestes Resultat war ein 19. Platz über 50 Kilometer Freistil in Oslo, das andere Rennen über 15 Kilometer im klassischen Stil im estnischen Otepää beendete er auf dem 52. Rang. Im Dezember 2006 wurde er Zweiter beim La Sgambeda. Im Alpencup errang er dreimal den dritten und dreimal den zweiten Platz. Im Februar 2007 holte er in Medvode über 10 km Freistil und im Massenstartrennen über 30 km seine einzigen Siege im Alpencup. Sein bestes Gesamtergebnis dabei war der vierte Platz in der Saison 2007/08.
Sein letztes offizielles FIS-Rennen absolvierte Fiorentini am 13. Februar 2011.

## Siege bei Continental-Cup-Rennen
| Nr. | Datum            | Ort     | Disziplin           | Serie    |
| --- | ---------------- | ------- | ------------------- | -------- |
| 1.  | 17. Februar 2007 | Medvode | 10 km Freistil      | Alpencup |
| 2.  | 18. Februar 2007 | Medvode | 30 km Freistil Mst. | Alpencup |